# باول براون
باول براون (بالإنجليزية: Paul Brown)‏ (15 يناير 1991 بجزر كايمان في المملكة المتحدة - ) هو لاعب كرة قدم بريطاني في مركز الدفاع. شارك مع منتخب جزر كايمان لكرة القدم. أما مع النوادي، فقد لعب مع Future SC ‏.

## وصلات خارجية
- باول براون على موقع قاعدة بيانات كرة القدم.إي يو (الإنجليزية)
- باول براون على موقع قاعدة بيانات كرة القدم.إي يو (الإنجليزية)
- باول براون على موقع ناشيونال فوتبول تيمز (الإنجليزية)
- باول براون على موقع Soccerway.com (الإنجليزية)